# Mariä Himmelfahrt (Rouffach)

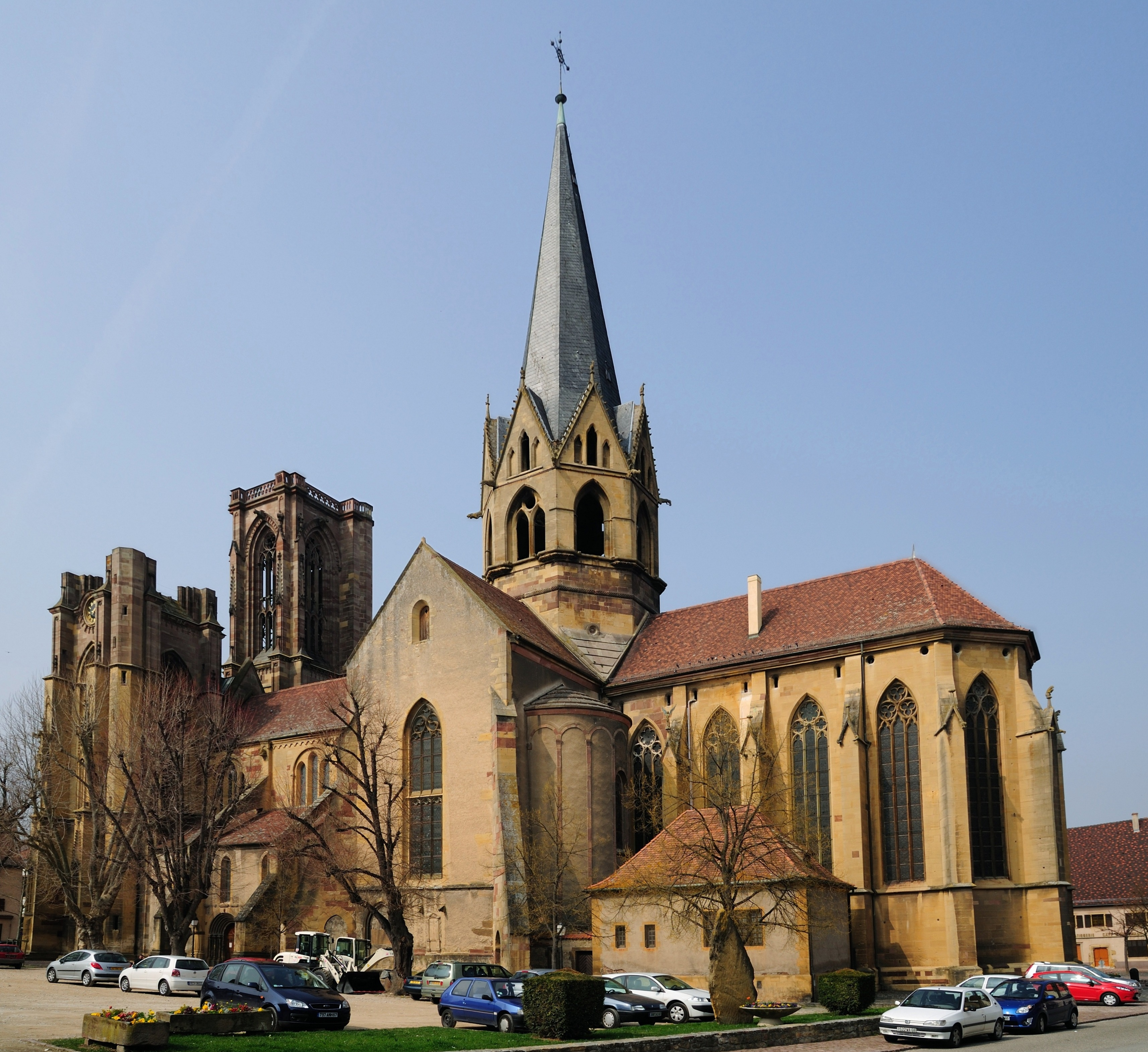
Südostseite der Kirche

Die Kirche Mariä Himmelfahrt (Französisch: Église Notre-Dame de l’Assomption) ist die Pfarrkirche des Städtchens Rouffach im südlichen Elsass. Sie ist eine der größten mittelalterlichen Kirchen im Département Haut-Rhin. Die Kirche wird auch als Sankt-Arbogast-Kirche (Église Saint-Arbogast) bezeichnet. Sie liegt an der Romanischen Straße.

## Baugeschichte und Architektur

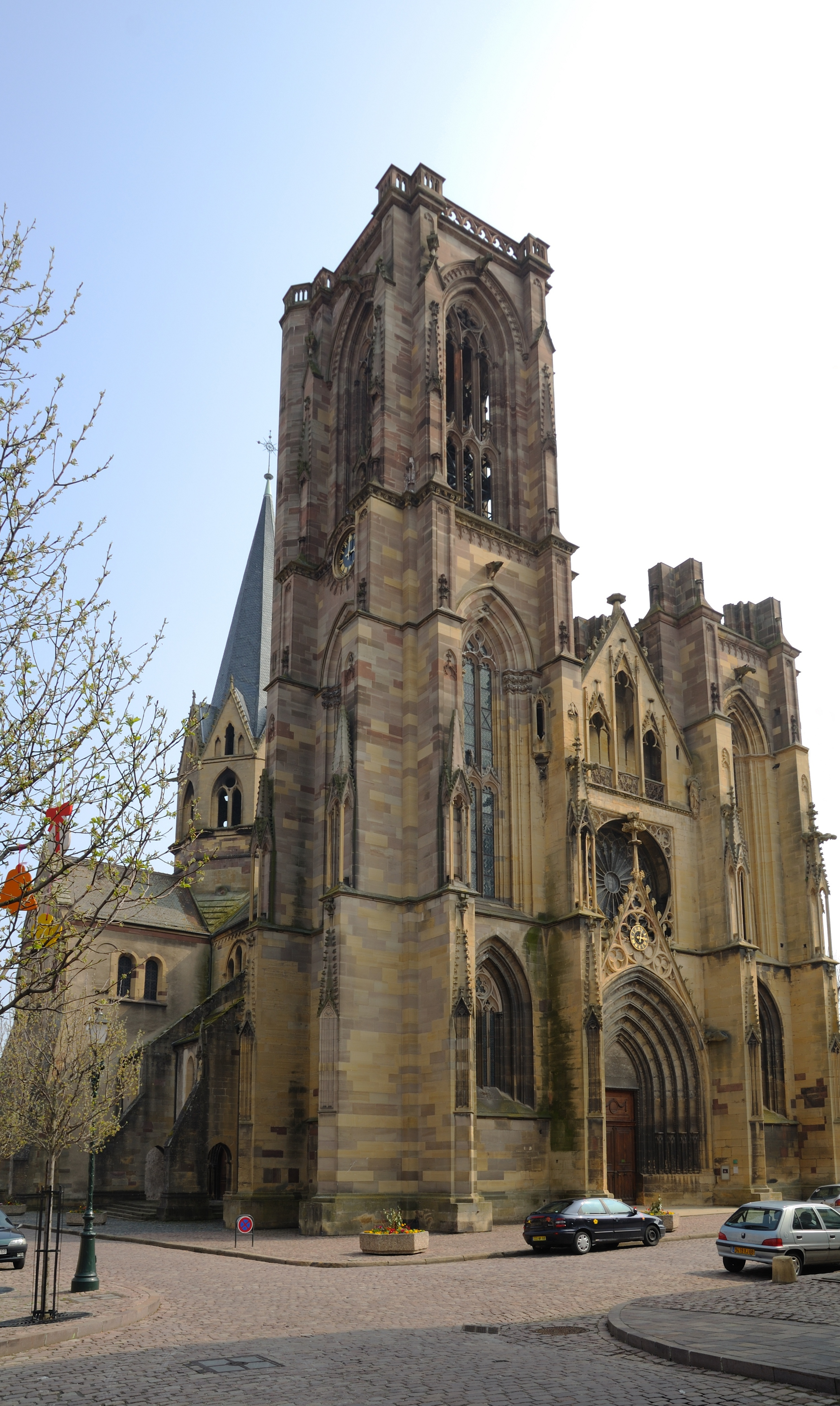
Blick auf den Nordturm

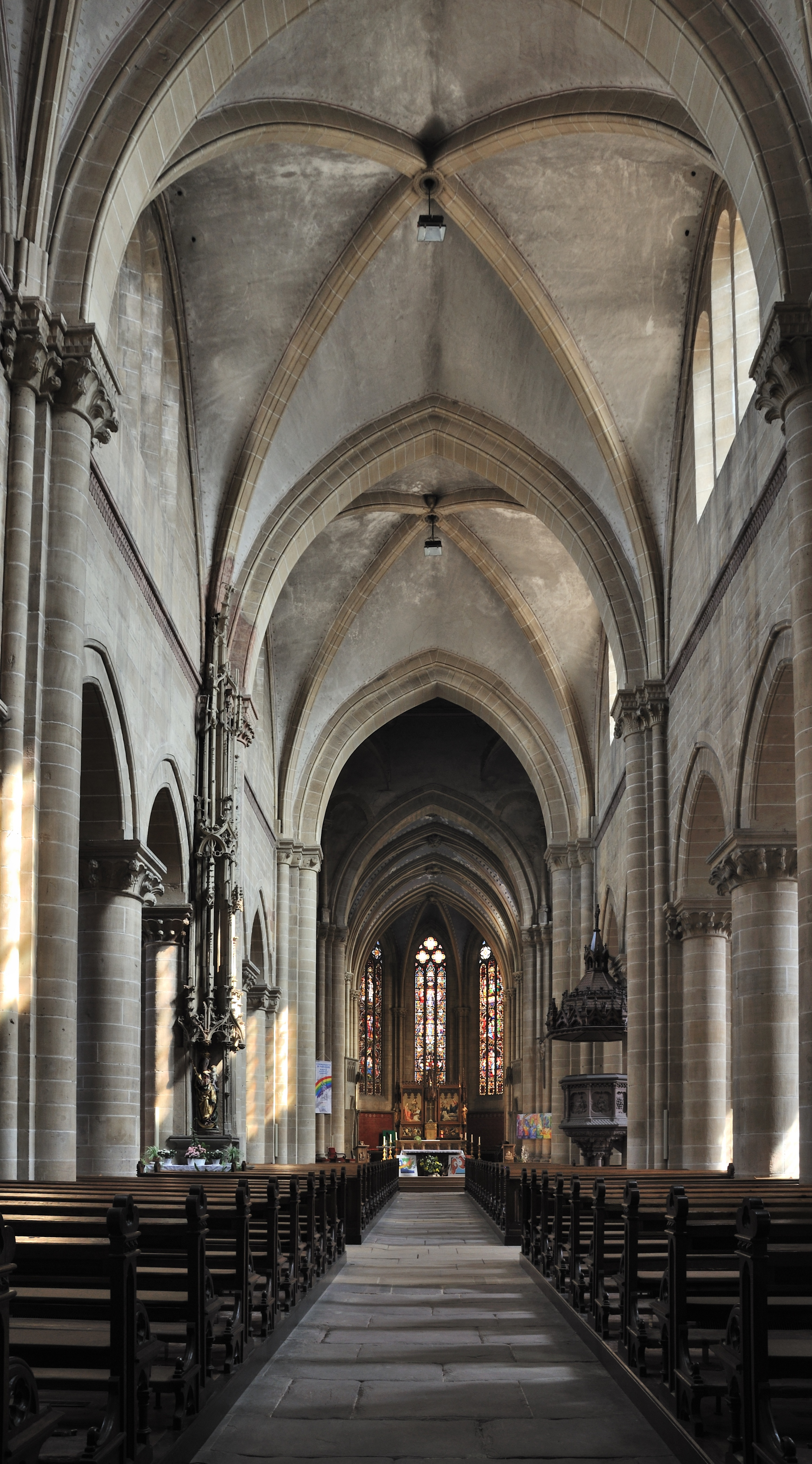
Langhaus in Richtung Chor. Links gegenüber der Kanzel das Sakramentshäuschen

Das Gotteshaus aus gelbem Sandstein ist im romanischen und gotischen Stil erbaut. Das Querschiff stammt aus der 2. Hälfte des 11. Jahrhunderts, das Langhaus aus dem 12. Jahrhundert; das Mittelschiff wurde im 13. Jahrhundert unter Beibehaltung der romanischen Außenmauern und Seitenportale im frühgotischen Stil errichtet; der Chor ist hochgotisch.
An dem Gebäude wurde bis 1508 gebaut, die Doppelturmfassade blieb unvollendet. Der um 1300 errichtete Lettner wurde im 18. Jahrhundert bis auf die zwei seitlichen Treppenaufgänge abgerissen. Die 1854 erneuerte Spitze des achteckigen Vierungsturms erreicht eine Höhe von 68 Metern.
Das Gebäude trug während der Französischen Revolution schwere Schäden davon und erscheint heute sowohl außen als auch innen relativ schmucklos. Die großvolumige Anlage der Kirche und das Vorhandensein mehrerer mittelalterlicher Baustile erscheinen dem Betrachter dafür umso deutlicher. Eine umfassende Restaurierung des Gebäudes, die ab 1866 vom Pariser Architekten Maximilien Émile Mimey unternommen wurde, musste 1870 aufgrund des Deutsch-Französischen Krieges abgebrochen werden. Die dabei geplante Erhöhung und Fertigstellung der Doppelturmfassade kam somit nie zur Vollendung. Ergänzt wurde lediglich die Bekrönung des Nordturms, und zwar in rosa Vogesensandstein, in auffälligem farblichen Kontrast zum Turmsockel. Der Nordturm erreichte somit seine heutige Höhe von 56 Metern, der Südturm blieb nur 42 Meter hoch. Die gesamte Außenlänge der Kirche beträgt 68 Meter, der Innenraum der Kirche ist 64 Meter lang. Im Querhaus beträgt die maximale Außenbreite 36 Meter und die Innenbreite 28 Meter; das Langhaus ist innen 20 Meter breit.

## Ausstattung
Dem großen Fassadenhauptportal wurden im Laufe der Französischen Revolution sämtliche Gewändefiguren und sonstige Skulpturen abgeschlagen. Am Fassadengiebel und im Obergadenbereich sowie im oberen Bereich der Apsis sind noch einige Bildwerke zu sehen. Von der Meisterschaft der Bildhauer, die an der jahrhundertelangen Rouffacher Baustelle tätig waren, zeugen innen noch einige hochgotische Figurenkapitelle, darunter das bekannte „Rouffacher Lächeln“ (sourire de Rouffach), die sich anlächelnden Köpfe eines jungen Mannes und einer jungen Frau.
Siehe auch: Taufbecken (Rouffach)

## Orgel

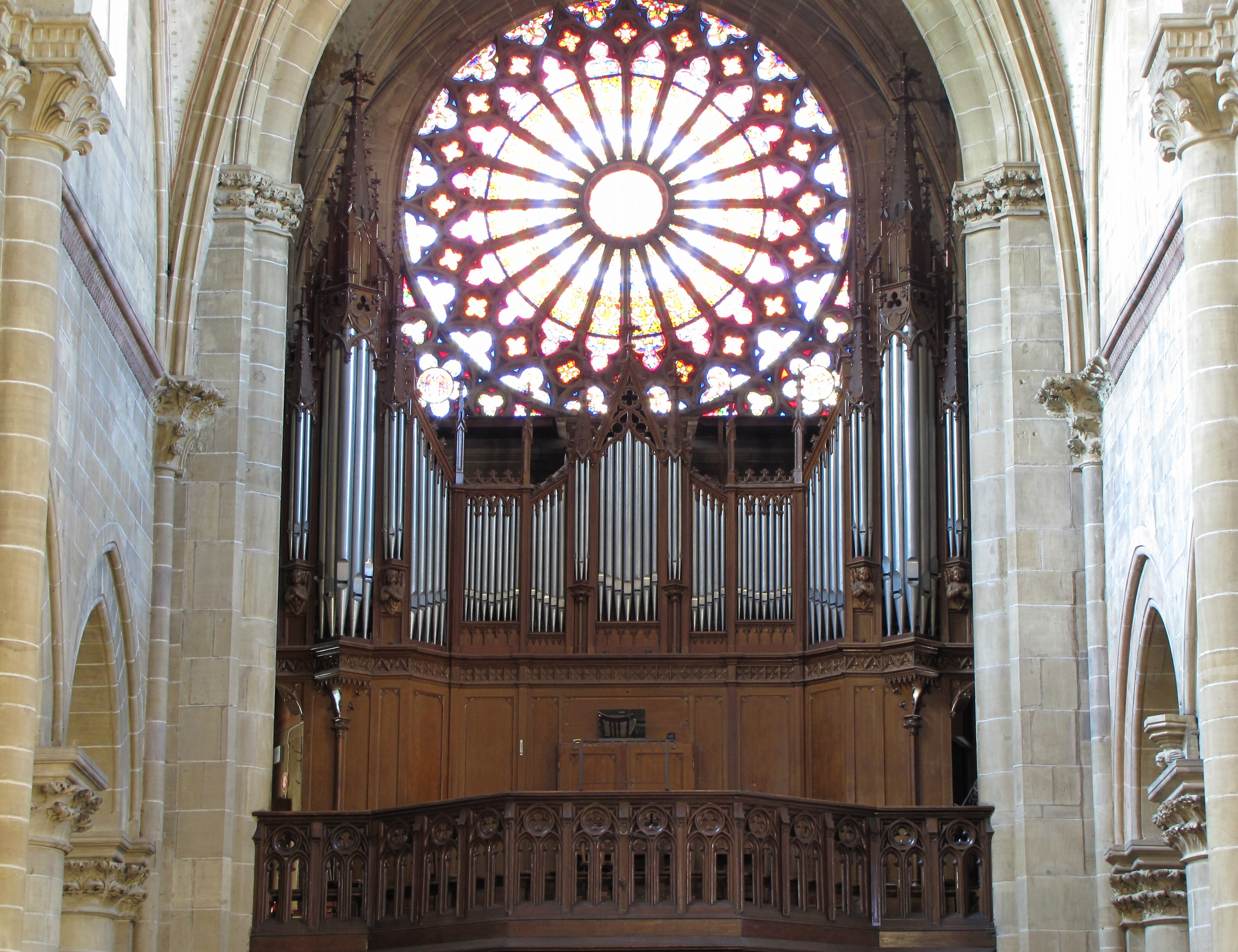
Orgelgehäuse unterhalb des Rosettenfensters

Im Innenraum besitzt die Rouffacher Kirche ferner eine Orgel aus dem Jahre 1855, in der jedoch noch Pfeifen von einer Vorgängerorgel aus dem Jahre 1626 zu finden sind. Bei diesen handelt es sich um die ältesten noch funktionstüchtigen Orgelpfeifen des Elsass. Das Instrument hat 36 Register auf drei Manualen und Pedal.
| I Grand Orgue C–f3 |              |        |
| 1.                 | Montre       | 16′    |
| 2.                 | Bourdon      | 16′    |
| 3.                 | Montre       | 8′     |
| 4.                 | Bourdon      | 8′     |
| 5.                 | Prestant     | 4′     |
| 6.                 | Flûte        | 4′     |
| 7.                 | Nasard       | 2 ⁄3′  |
| 8.                 | Doublette    | 2′     |
| 9.                 | Tierce       | 1 3⁄5′ |
| 10.                | Cornet V     | 8′     |
| 11.                | Fourniture V |        |
| 12.                | Trompette    | 8′     |
| 13.                | Clairon      | 4′     |

| II Positif C–f3 |             |    |
| 14.             | Bourdon     | 8′ |
| 15.             | Flûte       | 8′ |
| 16.             | Salicional  | 8′ |
| 17.             | Prestant    | 4′ |
| 18.             | Flûte       | 4′ |
| 19.             | Doublette   | 2′ |
| 20.             | Cymbale III |    |
| 21.             | Trompette   | 8′ |
| 22.             | Cromorne    | 8′ |

| III Récit expressif C–f3 |                   |    |
| 23.                      | Bourdon           | 8′ |
| 24.                      | Flûte traversière | 8′ |
| 25.                      | Flûte             | 4′ |
| 26.                      | Flageolet         | 2′ |
| 27.                      | Cornet III        |    |
| 28.                      | Voix humaine      | 8′ |
| 29.                      | Basson / Hautbois | 8′ |

| Pédale C–d1 |             |     |
| 30.         | Flûte       | 16′ |
| 31.         | Flûte       | 8′  |
| 32.         | Violoncelle | 8′  |
| 33.         | Flûte       | 4′  |
| 34.         | Ophicléide  | 16′ |
| 35.         | Trompette   | 8′  |
| 36.         | Clairon     | 4′  |

- Koppeln: II/I, I/P

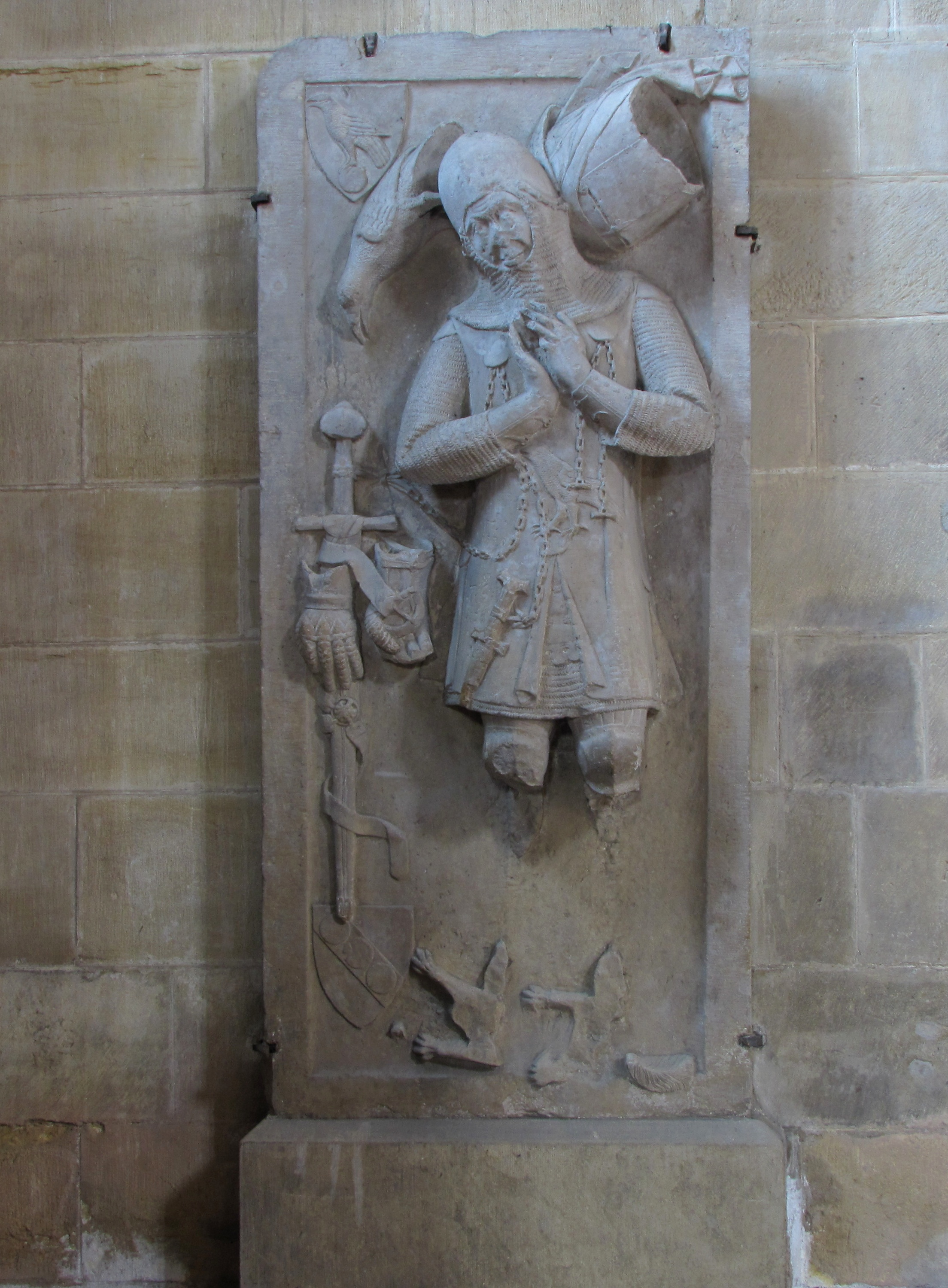
Grabmal für Werner Falke

Die dahinter befindliche Fensterrose der Fassade (14. Jahrhundert) ist von der Anzahl der Lanzetten (20) und dem Gesamtentwurf her die komplexeste im ganzen Elsass, noch vor jener des Straßburger Münsters (16 Lanzetten). Die restliche Ausstattung des Innenraums ist, bis auf den Taufstein, das Sakramentshäuschen (neben jenem der Haguenauer Georgskirche eines der höchsten im Elsass) und das Liegegrab des Ritters Werner Falke, vorwiegend neugotisch.